# پلیس فراری
پلیس فراری (کره‌ای: 차형사) یک فیلم کمدی اکشن سال ۲۰۱۲ کره جنوبی به کارگردانی شین ته را و با بازی کانگ جی هوان و سونگ یو ری است. این فیلم همکاری مجدد دو بازیگر نقش اصلی پس از قهرمان (۲۰۰۸) است و دومین همکاری کانگ جی هوان با کارگردان شین ته را پس از فیلم دوست دختر من یک مأمور مخفی است (۲۰۰۹) به‌شمار می‌آید.

## بازیگران
- کانگ جی هوان در نقش کارآگاه چا چول سو[۲]
  - پارک بوگوم در نقش جوانی چول سو
- سونگ یو ری در نقش طرح مد کو یونگ جه[۳]
- کیم یونگ-کوانگ در نقش هان سونگ وو
- لی سوهیوک در نقش مدل برتر کیم سون هو
- لی هی جون در نقش کیونگ سوک
- شین مین چول در نقش مین سونگ
- سو جیایو در نقش خودش
- سو جینی در نقش خودش